# Márton László (gépészmérnök)
Márton László (Gelence, 1940. február 26.) romániai magyar gépészmérnök, műszaki szakíró.

## Életútja, munkássága
Középiskolát Gyergyószentmiklóson végzett (1956), a iaşi-i Politechnikai Intézet mechanikai tanszékén gépészmérnöki oklevelet szerzett (1968). Gyergyói üzemekben mérnök, főmérnök, a Fémöntöde igazgatója. 1992-től a Mecatex Kft. igazgatója Gyergyószentmiklóson.
Tribológiából (súrlódástanból) doktori címet nyert a galaci egyetemen (1983). Román nyelvű tudományos dolgozatai a súrlódás-kopás-kenés köréből az országos tribológiai konferenciák kiadványaiban jelentek meg, ezekből több különlenyomatban is közlésre került.
Magyarul a műanyagokról (1983) és a súrlódástanról (1985) a Hargita Kalendáriumban, a tribológia romániai eredményeiről a Korunk hasábjain (1986/2) számolt be, Változatok a Gyilkos-tó vízrendszerének hasznosításáról c. tanulmányát az 1989-es Korunk Évkönyv közölte; A Hét, Művelődés munkatársa.

## Kötetei
- Mit tud a zsebszámítógép? (Veress Lukács és Nagy Vilmos társszerzőkkel, KKK, 1982);
- A súrlódástól a tribológiáig (Antenna, Kolozsvár, 1988)
- Vízimalmok Erdélyben. Kis technikatörténet; Pallas-Akadémia, Csíkszereda, 2003
- Toronyórák és napórák Erdélyben. Kis művelődéstörténet; Pallas-Akadémia, Csíkszereda, 2005
- Bitay Enikő–Márton László–Talpas János: Technikatörténeti örökség a kalotaszegi Magyarvalkón; EME, Kolozsvár, 2009 (Tudomány- és technikatörténeti füzetek)
- Bitay Enikő–Márton László–Talpas János: Technikatörténeti örökség Magyargyerőmonostoron; Erdélyi Múzeum-Egyesület, Kolozsvár, 2010 (Tudomány- és technikatörténeti füzetek)
- Bitay Enikő–Márton László–Talpas János: Technikatörténeti örökség Kalotaszegen a gótika árnyékában; Erdélyi Múzeum-Egyesület, Kolozsvár, 2011 (Tudomány- és technikatörténeti füzetek)
- Kós Károly. A művészi kovácsoltvas formatervezője; Erdélyi Múzeum-Egyesület, Kolozsvár, 2012 (Tudomány- és technikatörténeti füzetek)

## Társasági tagság
- A Gyergyószentmiklósi Csíki Kert Tudományos Társulat tagja